# Беккиев, Азрет Юсупович
Азрет Юсупович Беккиев (род. 28 апреля 1952 года, Алма-Ата) — специалист в области физики атмосферы и квантовой радиофизики, доктор технических наук, профессор, член-корреспондент РАН (2016). Лауреат Государственной премии РФ.

## Биография
Родился 28 апреля 1952 года в Алма-Ате.
В 1975 году — окончил физический факультет МГУ.
С 1975 по 1977 годы — работал инженером в Высокогорного геофизического института, затем была учёба в аспирантуре МГУ.
С 1981 по 1990 годы — вернулся в Высокогорный геофизический институт, где прошел путь от младшего научного сотрудника до заведующего лабораторией оптических методов исследования атмосферы.
С 1990 по 1997 годы — директор, генеральный директор ЗАО Высокогорная экологическая обсерватория.
С 1994 по 2000 годы — генеральный директор АОЗТ «Росвооружение-КБР».
С мая 2000 по июнь 2000 годы — директор Высокогорного геофизического института Росгидромет.
С 2000 по 2004 годы — начальник Управления промышленности боеприпасов и спецхимии, Руководитель Департамента Военных программ и реформирования ОПК, руководитель Департамента координации развития и реформирования оборонно-промышленного комплекса Министерства промышленности, науки и технологий РФ.
С 2004 по 2006 годы — заместитель директора Департамента оборонно-промышленного комплекса Министерства промышленности и энергетики.
С 2006 по 2008 годы — руководитель аппарата Комитета Государственной Думы по промышленности, строительству и наукоемким технологиям.
С 2008 по 2011 годы — начальник Департамента корпоративного управления и развития, начальник Департамента промышленной политики, начальник Департамента инноваций и стратегического развития Государственной корпорации «Ростехнологии».
С 2011 по 2017 годы — генеральный директор АО «Концерн «Созвездие».
С марта 2017 года по настоящее время — заместитель генерального директора АО «Росэлектроника», заместитель генерального директора АО «ОПК» (по совместительству).
В 2016 году — избран членом-корреспондентом РАН.

## Научная деятельность
Специалист в области физики атмосферы и квантовой радиофизики, автор 146 научных работ, из них одной монографии и 4 авторских свидетельств.
Основные научные исследования посвящены решению проблем распространения электромагнитного излучения в атмосфере.
Основные результаты:
- разработаны концептуальные основы лазерной диагностики конденсированных сред методом спонтанного комбинационного рассеяния;
- разработаны измерительные комплексы фоноцелевой обстановки и оценки параметров нестационарных процессов;
- исследованы (теоретически и экспериментально) особенности распространения мощного электромагнитного излучения в широком диапазоне волн на высокогорных трассах в условиях нестабильной атмосферы.

Под его руководством создана и внедрена в производство автоматизированная система управления тактического звена воинских формирований, которая в автоматизированном режиме осуществляет сбор и обработку разведданных, рассчитывает на основе модели угроз боевые задачи и обобщенную информацию, которую по радиоканалам системы управления доводит до соответствующих потребителей. Это позволило подключить к единой информационной сети боевые средства (самолеты, корабли, средства поражения, группы военнослужащих).
Ведет преподавательскую работу — возглавляет созданную им при АО "Концерн «Созвездие» кафедру «Инфокоммуникационные системы специального назначения», руководит аспирантами.
Член-корреспондент РАРАН.
Действительный член Академии военных наук.

## Награды
- Премия Ленинского комсомола (1985) — за работу «Лазерная диагностика природных водных сред»
- Государственная премия Российской Федерации
- Премия Правительства Российской Федерации
- Почетная грамота Правительства Российской Федерации
- Орден Дружбы (29 декабря 2011) - за большой вклад в развитие оборонно-промышленного комплекса Российской Федерации и многолетнюю добросовестную работу[4]
- Медаль «В ознаменование 100-летия со дня рождения Владимира Ильича Ленина»